# 御殿辺公園

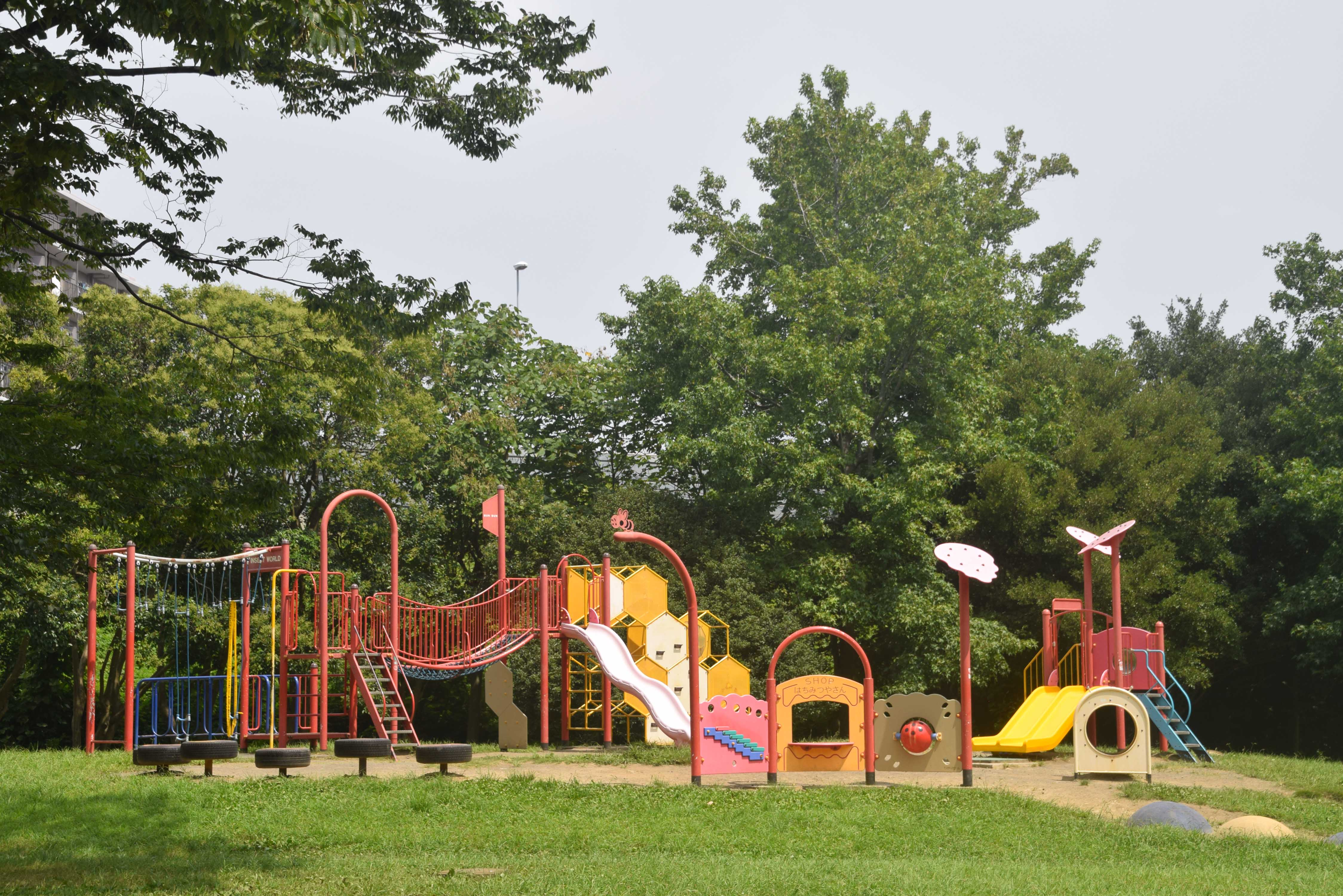
御殿辺公園の子供用遊具

御殿辺公園（ごてんべこうえん）は、神奈川県藤沢市藤沢2丁目にある市立の都市公園（近隣公園）である。名前の由来は、この近くに徳川家康が建てた「藤沢御殿」があったことによる。1984年（昭和59年）3月に、約1.1ヘクタールの面積の公園として整備された。西に白旗神社、東に藤沢市民病院と隣接している。

## 公園の特徴
公園は広い芝生になっていて、中央の南北に連なるイチョウ並木は、春には芽吹き、夏には緑陰を作り、秋には紅葉し、冬には陽光を通し、四季を通じて美しい。

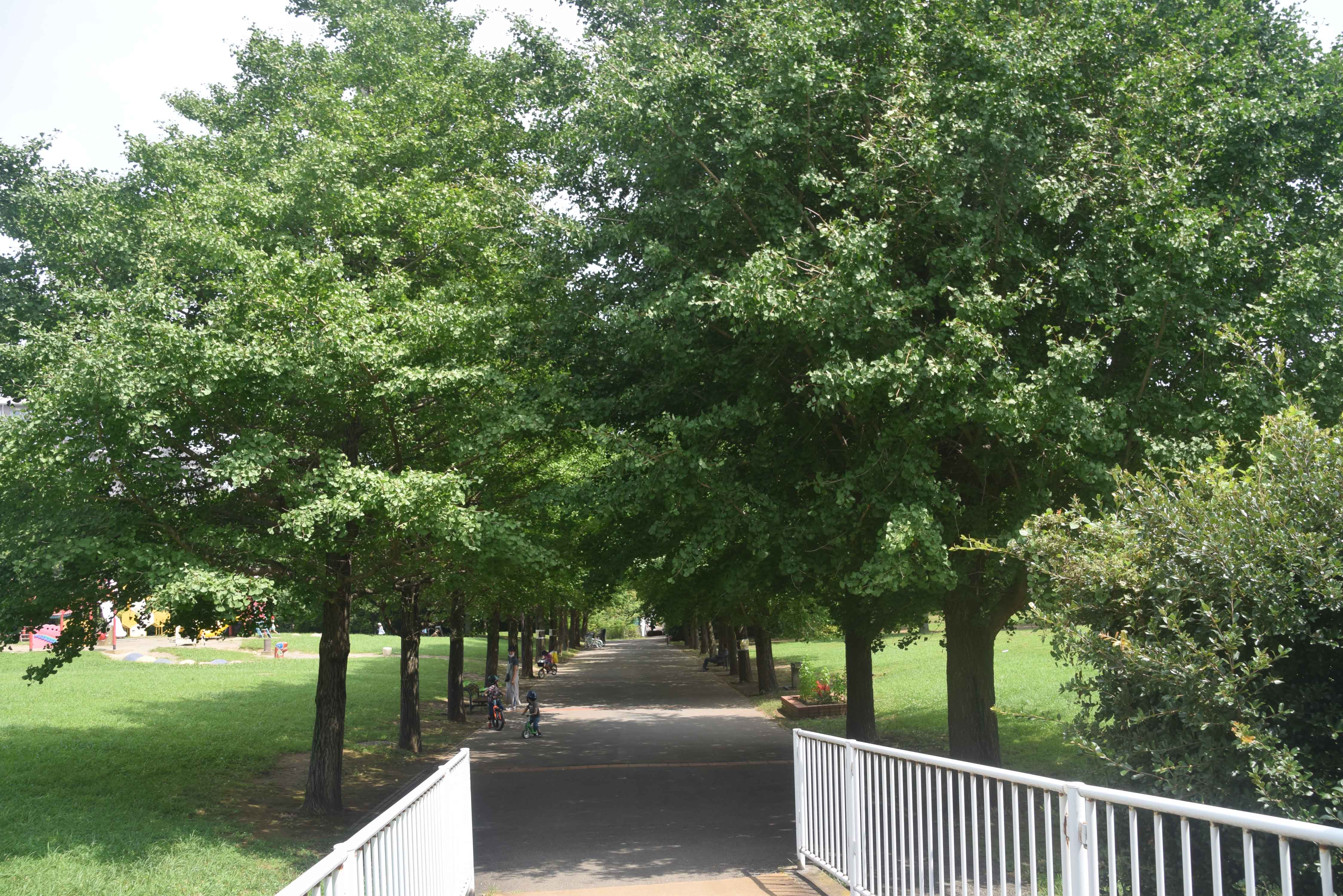
御殿辺公園のイチョウ並木（夏）

## 歴史
この近くの藤沢御殿は徳川家康が建てて、家康、秀忠、家光が滞在した。しかし、1635年ごろ参勤交代制が確立して、藤沢宿が整備されると廃止されて、このあたり一帯は1682年（天和2年）には陸田に、1688年（元禄元年）には完全に農地になり、ずっと後の1923年の関東大震災後は、その復興資金獲得のために競馬場になった時代もあった。1984年（昭和59年）3月に、面積1.1ヘクタールの市立公園として設立された。

## 交通
この公園は、西に白旗神社、東に藤沢市民病院と隣接している。

### 鉄道
- 藤沢本町駅（小田急電鉄江ノ島線）

### バス
- 白旗神社前（神奈川中央交通）